# 青木瑠璃子
青木瑠璃子（日语：／ Aoki Ruriko，1990年3月24日—）是日本的女性聲優，Atomic Monkey所屬。埼玉縣出身。血型O型。法政大學社會學部媒體社會學科畢業。

## 經歷
2009年3月7日在「第3回聲優獎新人發掘甄選」中合格，並加入Atomic Monkey。主要工作為廣播節目的主持人與助手。

## 人物
座右銘為「千載難逢」。
興趣為劍道、游泳、電子遊戲。
非常喜歡《薩爾達傳說》，並已將每款作品全部玩過一次。而於2000年發售的《薩爾達傳說 穆修拉的假面》更是每個月都會拿出來遊玩。

## 演出作品
※粗體字為主要角色。

### 電視動畫
2012年
- 向銀河開球（女學生）
- 白熊咖啡廳（小學生）
- 刀劍神域（玩家）
- 鄰座的怪同學（真希、女學生C）
- 遊戲王ZEXAL（研究員）

2013年
- 人魚又上鉤（人魚2）
- 穿透幻影的太陽（普莉西娜·特維萊特[7]）
- 武士弗拉明戈（女子B）

2014年
- 武士弗拉明戈（女子）
- 流浪神差（圭一的媽媽、教師）
- HAMATORA ─超能偵探社─（女高中生、新聞主播）
- Happiness Charge 光之美少女！（女學生）
- 即使如此世界依然美麗（女官·蘭蘭[8]）
- 四月是你的謊言（觀眾、廣播、廣播社女子）

2015年
- 偶像大師 灰姑娘女孩（多田李衣菜[9]）
- CROSSANGE 天使與龍的輪舞（諾娜）

2016年
- 星夢手記（羅雨照）

2017年
- 飆速宅男 NEW GENERATION（女學生）
- 偶像大師 灰姑娘女孩劇場（多田李衣菜）
- 櫻花任務（野毛少年）
- 覆面系NOISE（級任教師）
- ROBOMASTERS THE ANIMATED SERIES（卡特琳娜、女子社員A）

2018年
- 酒鬼妹子（桐山媽媽）
- 齊木楠雄的災難 第2期（女子B）
- 賽馬娘 Pretty Derby（氣槽）
- 軒轅劍·蒼之曜（慕輿柔）
- 我讓最想被擁抱的男人給威脅了。（女性A）

2019年
- 籃球少年王（女子社員）
- 廚病激發BOY（九十九雪那、九十九美琴、少女的母親、書記）

2020年
- 貓娘樂園（母親、海之家的妹妹）
- pet（瞳）
- 少女前線 人形小劇場 -狂亂篇-（M590）
- 歌舞伎町夏洛克（賽西莉亞·莫蘭）
- 請在伸展台上微笑（市原里美）
- 賽馬娘四格（氣槽）

2021年
- 賽馬娘 Pretty Derby Season 2（氣槽）
- 哆啦A夢（女兒）
- 暗黑企業的迷宮（記者）
- Muv-Luv Alternative（香月夕呼）
- 橘色榮耀！（菊池樹里）
- 古見同學有交流障礙症。（尾根峰寧寧[10]）

2022年
- 盾之勇者成名錄 Season 2（艾格蕾）
- 盛開的阿斯特諾莉亞 吸！（大阿爾貝爾）
- 惑星公主蜥蜴騎士（基爾·松內）

2023年
- 為了養老，我要在異世界存8萬枚金幣（艾琳[11]）
- 萬事屋齋藤先生轉生異世界（弗蘭莉爾）
- 英雄王，為了窮盡武道而轉生～而後成為世界最強見習騎士♀～（學生）
- 女神咖啡廳（幕澤櫻花[12]）
- 藍色管弦樂（高橋翼[13]）
- AI電子基因（中野）
- 靠著魔法藥水在異世界活下去！（恭子）
- 盾之勇者成名錄 Season 3（艾格蕾[14]）
- 爆旋陀螺X（冥殿芽衣子）
- 川越男子歌唱團（茨戸佐織）
- 勇者赫魯庫（露芙）

2024年
- 明治擊劍－1874－（ダリオ[15]）
- 女神咖啡廳（第2期）（幕澤櫻花[16]）
- Acro Trip 頂尖惡路（三條）
- 女僕冥土小姐（鰀目水薙）

2025年
- Unnamed Memory 无名记忆 Act.2（费朵拉）
- 盾之勇者成名錄 Season 4（艾格蕾[17]）
- 小手指同學，請別亂摸（本鄉美雪[18]）

### OVA
2011年
- 戀愛☆遷都（女子高生）

2017年
- NEKOPARA（婦警A）

### 劇場版動畫
2012年
- 狼的孩子雨和雪

### 網路動畫
2024年
- BEASTARS FINAL SEASON（紅豆[19]）

### 遊戲
2009年
- LORD of VERMILION II（布涅）

2010年
- 亞爾卡納之王（女性玩家聲音）

2012年
- 偶像大師 灰姑娘女孩（多田李衣菜）
- 銀河遊騎兵（悠娜）
- 海賊幻想（莉儂）

2013年
- 月英學園 -kou-[20]
- 此劍即君（服部半藏[21]）
- 神奇寶貝Tretta 實驗室（導航聲）

2014年
- 巫女之社（綿津真實[22]）
- 白貓Project（安娜·薩克莉多、凱西·艾格、魯冰花）
- 巴哈姆特之怒（蕾伊茲[23]）

2015年
- 此劍即君 for V（服部半藏[24]）
- 憂世之志士（龍[25]）

2016年
- 螺旋境界線（群星之子 白星）

2017年
- 妃十三學園  (中田娜塔莉)

2017年
- 八方旅人（トレサ・コルツォーネ）

### CD

#### 廣播劇CD
2010年
- 失戀巧克力師 廣播劇CD Vol.1（OL）

2011年
- 緋色誘惑3（旅人）

2013年
- 偶像大師 灰姑娘女孩 漫畫選集 cool VOL.2 付屬 cool的廣播劇CD（多田李衣菜）
- STARMINE（星野潮）※單行本4卷附贈廣播劇CD特裝版[26]

2014年
- 偶像大師 灰姑娘女孩 WONDERFUL M@GIC!! SPECIAL廣播劇CD（多田李衣菜）
- STARMINE（星野潮）※單行本5卷附贈廣播劇CD特裝版[27]

#### 音樂CD
| 發售日  | 名稱                                                              | 演唱名義 | 歌曲名稱                                | 備註                                        |        |
| 2013年  | 2013年                                                            | 2013年 | 2013年                                  | 2013年                                      | 2013年 |
| ------- | ----------------------------------------------------------------- | --- | --------------------------------------- | ------------------------------------------- | ------ |
| 1月23日 | THE IDOLM@STER CINDERELLA MASTER 012 多田李衣菜                   | 多田李衣菜（青木瑠璃子） | 「Twilight Sky」                        | 遊戲《偶像大師 灰姑娘女孩》角色歌           |        |
| 4月10日 | THE IDOLM@STER CINDERELLA                                         | THE IDOLM@STER CINDERELLA GIRLS（大橋彩香、津田美波、大坪由佳、福原綾香、青木瑠璃子、內田真禮、原紗友里、佳村遙、山本希望） | 「（M@STER VERSION）」                  | 遊戲《偶像大師 灰姑娘女孩》主題曲           |        |
| 4月10日 | THE IDOLM@STER CINDERELLA                                         | CINDERELLA GIRLS for Cool（福原綾香、青木瑠璃子、内田真禮）                                                                 | 「（Cool VERSION）」                    | 遊戲《偶像大師 灰姑娘女孩》主題曲           |        |
| 9月25日 | THE IDOLM@STER CINDERELLA MASTER cool jewelries! 001              | 澀谷凜（福原綾香）、高垣楓（早見沙織）、神崎蘭子（內田真禮）、多田李衣菜（青木瑠璃子）、新田美波（洲崎綾）                  | 「Nation Blue」 「 〜jewel parade〜」   | 遊戲《偶像大師 灰姑娘女孩》角色歌           |        |
| 9月25日 | THE IDOLM@STER CINDERELLA MASTER cool jewelries! 001              | 多田李衣菜（青木瑠璃子） | 「」                                    | 遊戲《偶像大師 灰姑娘女孩》角色歌           |        |
| 2014年  |                                                                   | |                                         |                                             |        |
| 4月5日  | THE IDOLM@STER CINDERELLA GIRLS 1st LIVE WONDERFUL M@GIC!!        | 多田李衣菜（青木瑠璃子） | 「（M@STER VERSION）」                  | 遊戲《偶像大師 灰姑娘女孩》角色歌           |        |
| 2015年  |                                                                   | |                                         |                                             |        |
| 1月21日 | THE IDOLM@STER CINDERELLA GIRLS ANIMATION PROJECT 00 ST@RTER BEST | CINDERELLA PROJECT | 「 〜jewel parade〜」                   | 電視動畫《偶像大師 灰姑娘女孩》角色歌       |        |
| 2月18日 | THE IDOLM@STER CINDERELLA GIRLS ANIMATION PROJECT 01 Star!!       | CINDERELLA PROJECT | 「Star!!」                              | 電視動畫《偶像大師 灰姑娘女孩》片頭曲       |        |
| 4月15日 | THE IDOLM@STER CINDERELLA GIRLS ANIMATION PROJECT 06 ØωØver!!     | *（Asterisk）〔前川未來（高森奈津美）・多田李衣菜（青木瑠璃子）〕                                                           | 「ØωØver!!」 「 -*（Asterisk） Remix-」 | 電視動畫《偶像大師 灰姑娘女孩》片尾曲       |        |
| 5月13日 | THE IDOLM@STER CINDERELLA GIRLS ANIMATION PROJECT 08 GOIN'!!!     | CINDERELLA PROJECT | 「GOIN'!!!」 「」                       | 電視動畫《偶像大師 灰姑娘女孩》第13話插入曲 |        |

### 電視節目
- VOICE ACADEMIA（嘉賓出演/BS富士：2013年4月21日）

### 數位漫畫
- VOMIC 一弦定音！（學姐）
- VOMIC NG妹大改造（女學生）

## 外部連結
- 事務所公開簡歷 （页面存档备份，存于） （日語）
- 青木瑠璃子的X（前Twitter） （日語）